# Арабо-візантійські війни
Арабо-візантійські війни — низка військових конфліктів між Арабським халіфатом і Візантійською імперією у VII—XII століттях.

## Передумови

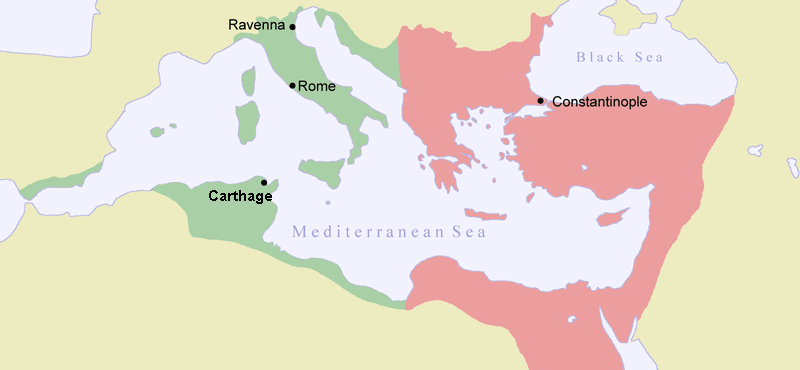
Візантійська імперія. Зелений колір — території, завойовані при Юстиніані I

За правління імператора Юстиніана I (527—565 рр.) Візантійська імперія досягла найбільшої своєї могутності. До імперії були приєднані Північна Африка, Італія, південне узбережжя Піренейського півострова.
Наступні імператори докладали своїх зусиль для збереження своєї території. На початку VII століття Персія зайняла Сирію, Єрусалим, згодом і Єгипет. А в 626 році перси з аварими обложили Константинополь. Візантійцям вдалося відкинути ці війська. Після смерті правителя Персії Хосрова II в країні розпочалися розлади. Скориставшись цим, Візантія відвоювала свої землі, але вийшла з цього ослабленою.
У цей час на Аравійському півострові під прапором ісламу Магомет об'єднав до 630 року арабські племена в єдину державу, яка набирала силу і розпочала завоювання нових територій.

## Мусульманські завоювання в 634—718 роках
У 634 році мусульмани під керівництвом халіфа Омара розпочали завоювання земель Візантії. У цьому ж році вони захопили Сирію, у 637 році Єрусалим. До 642 року під їх владою були Єгипет та Верхня Месопотамія.
Візантійський імператор Константа II під час свого правління у 641—668 роках боровся з арабами за збереження території Візантії. Але наступ мусульман тривав. 649 року вони підійшли до Карфагена. 658 року араби захопили Вірменію, частину Грузії, а за Кавказом просунулися до землі хозар.
Арабський флот, який спочатку програвав у битвах з візантійським, набрався досвіду і зміцнів. 653 року він розгромив на рейді в Александрії непереможний візантійський флот. Перемоги на морі дозволили захопити у
візантійців острови Крит, Сицилію та території на узбережжі Балканського півострова.
За часів імператора Костянтина IV (668—685) араби двічі робили спроби захопити Константинополь, проте не змогли подолати мури міста, а їх флот візантійці знищили «грецьким вогнем».
До 711 року араби захопили всі володіння Візантії на захід від Єгипту (сучасні Лівія, Алжир, Туніс, Марокко) і дали їм арабську назву Магриб — «Захід».
У 717 році араби розпочали наступ на Константинополь і тримали його рік в облозі, поки імператор Візантії Лев III у 718 році відігнав їх від мурів міста і спалив їх флот.
Після поразки під Константинополем араби перестали захоплювати нові території Візантії. Наступ мусульман на християнську Європу був зупинений.

## Стабілізація кордонів в 718—863 роках
Протистояння між Арабським халіфатом і Візантійською імперією перейшло до окремих прикордонних боїв та битви флотів на морі.
У 737 році араби розпочали наступ на Хозарський каганат, який був союзником Візантії, і розбили його. Хозари змушені були прийняти мусульманство і визнати владу арабського халіфа. Візантія використала цей похід. Імператор Візантії Лев III у 740 році виступив проти арабів і в генеральному бою в Акроїні (неподалік від Аморія) здобув перемогу. Ця битва стала переломною у візантійсько-арабських відносинах. Візантійське військо стало поступово відвойовувати землі в Малій Азії та Сирії, які захопили араби. Арабам також довелося вийти із зайнятих хозарських територій. Мусульманство було відкинуте хозарами.

## Наступ Візантії

Візантійська імперія у 1025 році

У 867 році до влади у Візантійській імперії прийшла македонська династія. При їх правлінні Візантія стала зміцнюватися і відвойовувати землі захоплені Арабським халіфатом.
Після битв у 920—942 роках кордони Візантії розширилися до Євфрата і Тігра. 960 року був відвойований острів Крит, звідки араби здійснювали свої походи на візантійські землі. Були захоплені головні міста в Сирії.